# 加泰罗尼亚开放大学
加泰罗尼亚开放大学（國際音標：[uniβəɾsiˈtat uˈβɛɾtə ðə kətəˈluɲə]）是西班牙加泰罗尼亚的一所大学。1994年建校。作为信息时代的新生大学，它广泛应用通信技术，支持以学生为中心的在线学习模式。
该校开设有学士、硕士和博士教学项目。教学语言为加泰罗尼亚语、西班牙语和英语。主要学科为心理学、计算机科学、教育学、信息社会学和经济学。该校在西班牙、安道尔、墨西哥和哥伦比亚设有研究中心。

## 院系设置

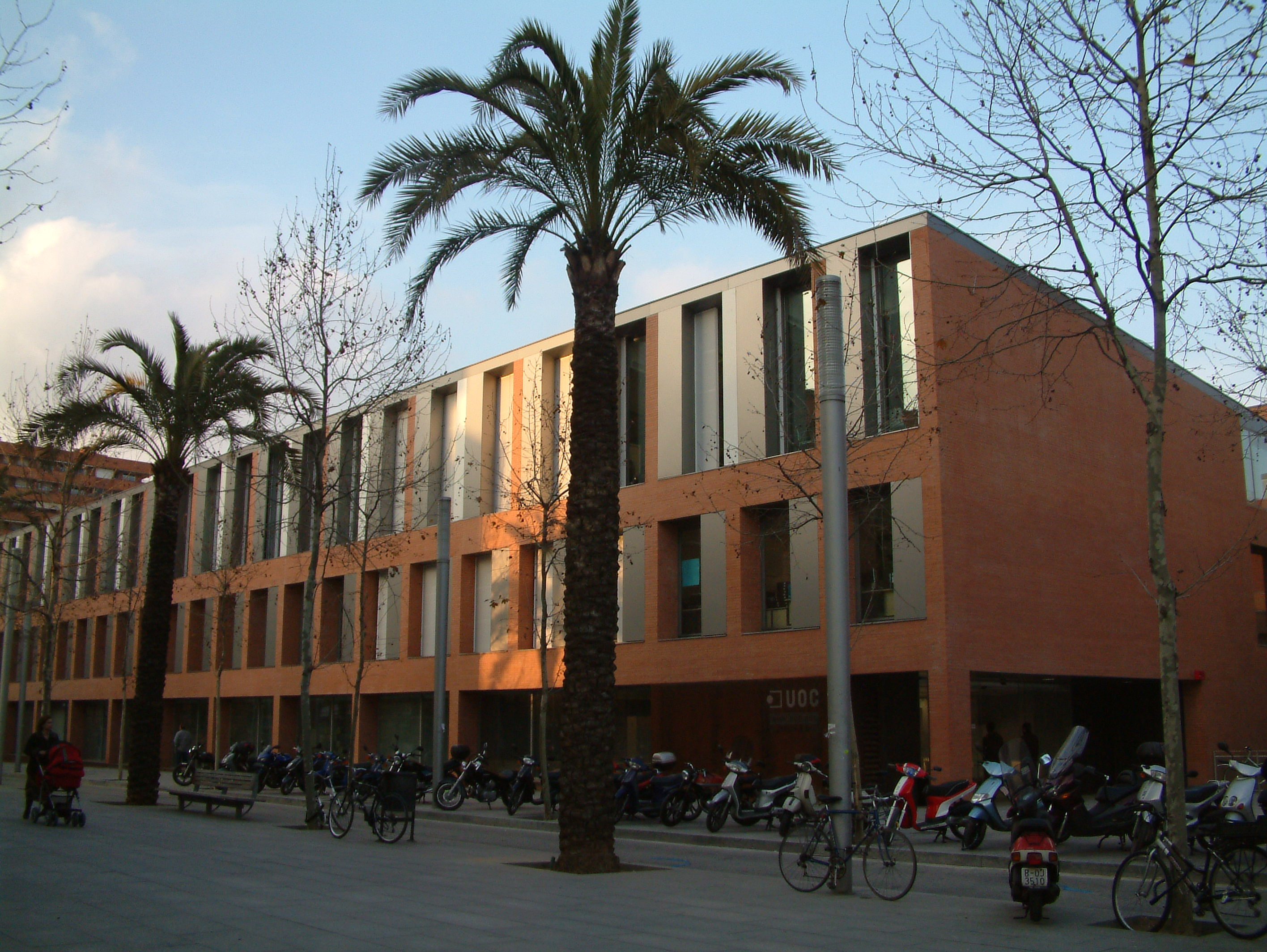
22号办公楼

加泰罗尼亚开放大学的基础教研单位如下：
- 人文学院
- 经济与管理学院
- 健康科学学院
- 计算机科学、多媒体与通信学院
- 信息与通讯科学学院
- 心理学与教育学院
- 法律和政治学院

## 荣誉博士
- 阿兰·图赖讷（2007年）